# Paličova dcera
Paličova dcera je hra o pěti dějstvích od Josefa Kajetána Tyla.

## Historie
Premiera byla pod názvem Pražská děvečka a venkovský tovaryš, aneb Paličova dcera 2. února 1847 ve Stavovském divadle. Tyl zde byl v té době zaměstnán jako dramaturg českých představení a také jako překladatel (1846–1851). Ve hře z tehdejší současnosti Tyl realisticky líčí propletené osudy několika postav různého sociálního postavení s důrazem na morální hodnoty. Tím se stal Tyl jedním z průkopníků realismu v evropském dramatu. Paličova dcera patří mezi vrcholná Tylova díla a spolu se Strakonickým dudákem, Kutnohorskými havíři, Janem Husem a Tvrdohlavou ženou žije dodnes na českých jevištích. Jen v Národním divadle byla Paličova dcera inscenována již devětkrát.

## Postavy

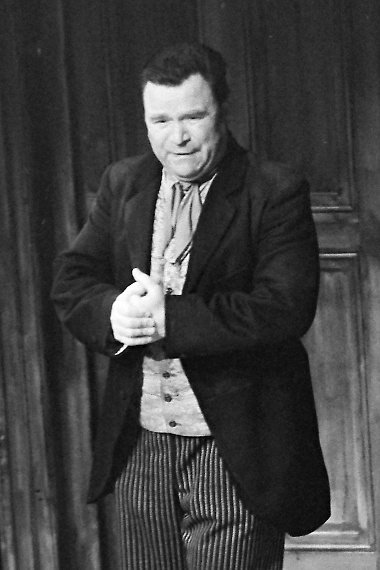
V.Postránecký jako Valenta, ND 1997

- Kateřina Šestáková, zámožná plátenice
- Valenta, její bratr, venkovský šumař
- Rozárka, jeho nejstarší dcera
- Madlenka a Kačenka, její malé sestřičky
- Jedličková, vdova
- Antonín Jedlička, její syn, krejčovský tovaryš
- Martin Toužimský, řezník
- Bětuška, jeho sestra
- Podleský, zámožný koňař
- Pavel Kolínský, osadník z Ameriky
- Prokop, mladý Indián
- Horyna, radní
- Starý Melichar, venkovský hrobník
- Vondráček, Bláha, sousedé

## Stručný děj

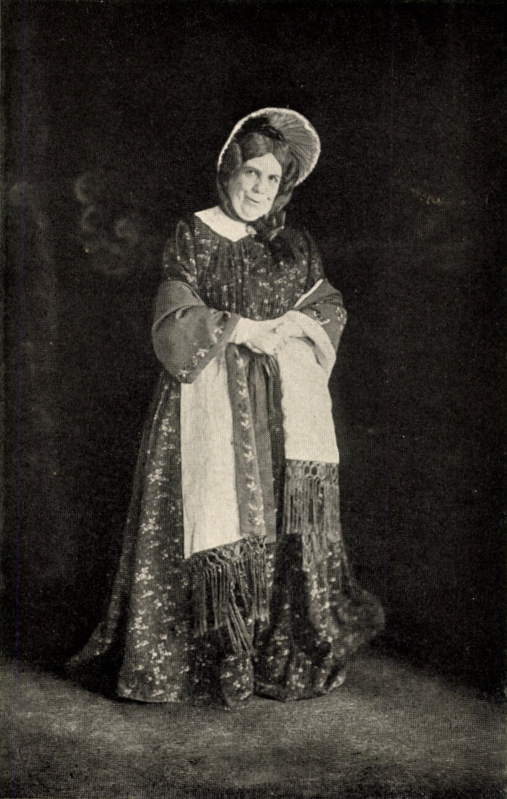
Marie Hübnerová jako Šestáková při uvedení v Národním divadle roku 1913

První část se odehrává v Květolibech.
Šumaři Valentovi umře žena a zůstává sám se třemi dcerami. Dospělá Rozárka, která je ve službě v Praze a nyní přijíždí na pohřeb matky, se zalíbila koňaři Podleskému, u kterého je Valenta velmi zadlužený. Hned po pohřbu žádá Podleský splacení dluhu. Buď vezme Valentovi chalupu nebo chce, aby šla Rozárka k němu do služby. Ta to ale odmítne, protože Podleský má špatnou pověst a udělal již několik lidí nešťastných. Přichází Antonín, vyznává Rozárce lásku a nabízí jí společnou budoucnost.        
O Antonína se ale uchází Bětuška, která je již domluvena s jeho matkou, vdovou Jedličkovou. Za Rozárkou domů přijde Jedličková a chce, aby Antonína odmítla, neboť je chudá a nemůže mu přinést věno tak jako Bětuška. Rozárka ji poslechne a Antonína odmítá. Podleský znovu tlačí na Rozárku, aby zachránila otce a nastěhovala se k němu. Večer když opilý Valenta usne, Rozárka se sestřičkami odchází do Prahy.
V Praze je přijme Valentova sestra, zámožná plátenice Šestáková. Nechává je u sebe a chce Rozárku zaměstnat. Přichází Kolínský, milý Šestákové z mládí, který žil dlouho v Americe. Říká jim o neštěstí, že chalupa Valenty a dětí vyhořela. Rozárka bere vinu na sebe a je odvedena do kriminálu. K Šestákové přichází Antonín a hledá zde Rozárku. Dozvídá se o jejím přiznání k paličství, nevěří v její vinu a chce za ní u soudu bojovat. Zároveň ji zde hledá i Valenta. Narazí na Kolínského, kterému kdysi ublížil a má výčitky svědomí. Když slyší o přiznání dcery, sám se všem přiznává, že paličem je on.
Všichni odchází k soudu. Valenta před soudem přizná svoji vinu a Rozárka je volná.
Antonín s Rozárkou se vracejí do Květolib. Jedličková ji však nechce přijmout pod svou střechu. Také Bětuška, Martin a ostatní sousedé ji posílají pryč, jediný Melichar se jí zastane. Přicházejí Kolínský, Prokop, Šestáková a nabízejí Rozárce i sestrám střechu nad hlavou. Rozárka odmítá, chce odejít před nenávistí lidí tam, kde ji nikdo nezná. Kolínský je zve k sobě do Ameriky. Přidává se také Antonín i Šestáková.

## Film a televize
První filmová adaptace Paličovy dcery je z roku 1923 a prošla bez velkého ohlasu. Režisérkou byla Thea Červenková.
Druhá adaptace je z roku 1941 v režii Vladimíra Borského. Film zdůraznil vlastenecké motivy a byl diváky vděčně přijat. Na scénáři spolupracoval František Kožík, který změnil hlavně závěr Tylovy hry, neboť v době protektorátu nemohl být řešen odjezdem postav do Ameriky. Hudbu složil Otakar Jeremiáš a dostal za ni Národní cenu.Titulní roli hrála Lída Baarová, dále Zdeněk Štěpánek, Karel Höger, Růžena Nasková, František Smolík a další. Film vyšel také na DVD (2015).
Televizní zpracování s herci Národního divadla je z roku 1977, úprava a režie František Filip.